# Julià Arcas Sánchez
Julià Arcas Sánchez (Vélez-Blanco, província d'Almeria, 7 de gener de 1926 - Figueres, 12 de gener de 2001) fou un futbolista català conegut com al Tigre de Sarrià, un davanter amb una eficàcia impressionant, i tot un mite per l'afició blanc-i-blava.

## Carrera com a futbolista
Amb només un any es traslladà a viure a Catalunya. Julià Arcas va iniciar la seva carrera esportiva a la Unió Atlètica d'Horta que l'any 1949 esdevindria filial del club blanc-i-blau. El debut al RCD Espanyol fou amb l'equip que entrenava Pepe Planas el 16 de febrer de 1947 davant del Celta de Vigo a Balaídos. A Sarrià no va debutar fins al 9 de març marcant el seu primer gol com a blanc-i-blau contra el Sevilla. El veritable esclat del jugador és en la temporada 1950-51, amb Juan José Nogués d'entrenador, l'equip era capaç de marcar un 7-1 al Reial Madrid a Barcelona i un 6-0 al FC Barcelona.
Arcas ha passat a la història per aconseguir el gol número 1000 del club en el partit RCD Espanyol - Saragossa (3-2) del 26 d'abril del 1953.
L'any 1956, amb 86 gols, va ser durant molts anys el màxim golejador de la història del club, fins que primer Rafael Marañón, amb 111, i després Raül Tamudo el superaren.
Fou convocat dos cops per jugar amb la selecció espanyola, però no arribà a debutar. Amb la selecció de Catalunya hi disputà tres partits i marcà dos gols.

## Carrera com a entrenador
Un cop desvinculat esportivament, que no sentimental de l'Espanyol, Arcas entrenà equips com l'Europa, el Cádiz o el Figueres. A la temporada 1961-62 el RCD Espanyol li demana integrar amb l'altre gran mite vivent del club, Ricard Zamora, una mena de tàndem de salvació a la banqueta de l'equip quan era l'equip ja era cuer, i han passat a la història com a responsables de l'equip que per primera vegada en la seva història baixava a Segona Divisió.
A banda d'entrenar a altres equips com ara el Nàstic de Tarragona, Sant Martí i l'Igualada, a finals dels 70, també va tornar al seu primer club, la UA Horta, com a entrenador en la 3a divisió.

## Símbol perico
Arcas va participar també en el projecte La técnica del fútbol de Ricardo Blanch, (1970), en el qual donava, amb altres grans jugadors explicacions teòriques sobre la pràctica del futbol.
Fou protagonista d'alguns dels actes del 75è aniversari del club, i el 14 de novembre de 1999, en la Cerimònia Inaugural del Centenari, acompanyat de Trias i Martorell van hissar la bandera del club, després d'haver recorregut l'anella de l'estadi. Pocs dies més tard, el 20 de novembre, va rebre del president Daniel Sánchez Llibre un premi de la Federació de Penyes del RCD Espanyol en reconeixement de la seva trajectòria esportiva.

## Trajectòria esportiva
- Unió Atlètica d'Horta: 1945 - 1947
- RCD Espanyol: 1947 - 1958